# Bulbostylis guineensis
Bulbostylis guineensis là một loài thực vật có hoa trong họ Cói. Loài này được Cherm. ex Bodard mô tả khoa học đầu tiên năm 1962.